# Mjärdevi Science Park

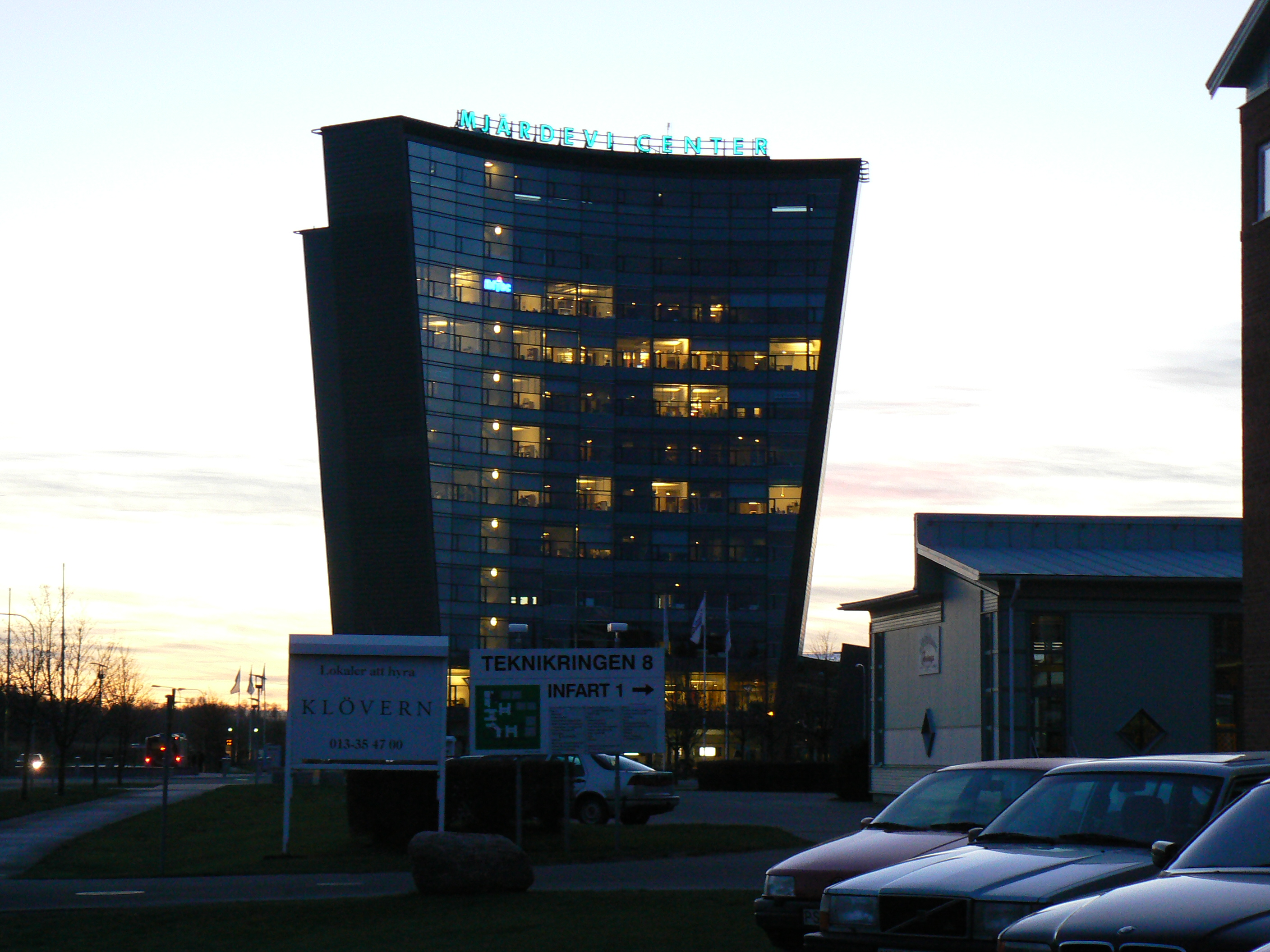
Mjärdevi Center

El Mjärdevi Science Park és un parc científic a l'est de Suècia a la ciutat de Linköping.
L'àrea està situada just al costat del Campus Valla de la Universitat de Linköping. El parc inclou unes 250 companyies amb un total de 6100 empleats (2010). Moltes d'aquestes companyies s'han creat a partir de les innovacions de la Universitat de Linköping. Les companyies operen principalment en sectors tecnològics com les telecomunicacions, programari, electrònica i seguretat en els vehicles. Les empreses més grans a Mjärdevi són Ericsson, Releasy, IFS, Sectra, Lawson_Software, Combitech i Logica.
El museu d'història de la informàtica IT-ceum es va crear l'any 2005 a Mjärdevi, però des de l'any 2009 està situat al Östergötlands länsmuseum (museu del comtat d'Östergötland) al centre de Linköping.